# ベリ川
ベリ川（ベリがわ、Belly River）とは、北アメリカ大陸の西部を流れる河川の1つである。なお、昔はこの川はモコワン川（Mokowan River）と呼ばれていた。

## 概要
この川の流路は、アメリカ合衆国からカナダへと国境線を越えており、したがって、小規模な河川ではあるものの、ベリ川は国際河川の1つであるとも言える。また、北アメリカ大陸の大陸分水界で見ると、ベリ川は北極海側に属している。なおベリ川は、ネルソン川水系（サスカチュワン川水系）の河川である。

### 流路
ベリ川は、アメリカ合衆国のモンタナ州北西部に存在するヘレン湖から流れ出している。この場所は、おおよそ北緯48度59分37秒、西経113度39分56秒付近で、標高は1570mである。ここから北の方へと流れ、アメリカ合衆国とカナダの国境線を越えて、カナダのアルバータ州へと入る。その後、おおよそ北緯49度46分08秒、西経113度02分09秒付近、標高875mの場所でオールドマン川と合流するところまでがベリ川である。なお、オールドマン川に合流したベリ川の水は、その後幾つもの河川や湖を経由して、最終的にネルソン川から北極海の一部であるハドソン湾へと注いでいる。

### 主な支流
ベリ川の主な支流の中で、ベリ川に最初に合流してくるのは、ノースベリ川（北ベリ川、North Belly River）である。この他の支流で比較的規模が大きいのは、ウォータートン川くらいだ。残りは小河川（creek）程度である。なお、ベリ川の支流の中には、夏季にはほとんど干上がってしまう小河川（coulee）も存在する。

## 河川名について
ベリ川は、昔はモコワン川（Mokowan River）と呼ばれていた

。
この「モコワン」という名称の由来は、今となっては確実なことは言えないものの、
恐らくブラックフット語で「腹」や「胃」を意味する、
「モコワン（Mokowan）」または「モコアン（Mokoan）」から
来ているのではないかと言われている。

## 歴史
ベリ川は、1870年にクリー族とブラックフット族連合とが戦争をした際、
戦場となった場所である。
なお、この戦争については、
英語版のBattle of the Belly Riverを参照のこと。